# Giulia Steingruber
Giulia Steingruber, född 24 mars 1994 i Sankt Gallen, är en schweizisk gymnast. Hon vann bronsmedalj vid sommar-os i Rio de Janeiro, hon är även europeisk mästare 2015, 2013, 2014, 2016 och 2021.